# Васпитање девојака у Чешкој
Васпитање девојака у Чешкој (чеш. Výchova dívek v Čechách) је роман чешког књижевника Михала Вивега (чеш. Michal Viewegh) објављен 1994. године. Српско издање књиге објавила је издавачка кућа Stylos из Новог Сада 1999. године, у преводу Дагмара Руљанчића и Ивана Баленовића.

## О аутору
Михал Вивег је рођен 31. марта 1962. године у Прагу, Чехословачка сада Чешка Република, и је један од најуспешнијих чешких писаца. Вивегове књиге су хитови у Европи, Америци, Израелу. Његови романи достижу велике тираже и бројна поновљена издања, а према неколико његових дела снимљени су играни филмови.

## О књизи
Роман "Васпитање девојака у Чешкој" је драматична прича о трагичној судбини двадесетогодишње девојке у оквиру сатиричног виђења новог капитализма у Чешкој. Књига је у исто време и дирљива љубавна романса прожета префињеном иронијом.
У основи романа Васпитање девојака у Чешкој стоји љубавна прича између младог наставника матерњег језика Оскара, који у међувремену постаје писац, и девојке коју он, по наруџбини њеног оца, новопеченог капиталисте, подучава креативном писању. Иако пише о класичној, баналној прељубничкој причи, аутор кроз хумор и кроз мноштво цитата разрешава тензије романескне стварности и конвенције задатог приповедног жанра.
Девојка Беата коју је отац послао на курс креативног писања, у почетку апсолутно одбија да комуницира са Оскаром. На крају се наставник заљубљује у тврдоглаву девојку, али не може да остави жену и ћерку због ње, и само издалека посматра своју љубав како јури ка свом неизбежном крају.

## Екранизација
Књига је постала модел за настанак истоименог филма, који доноси причу о Оскару (Ондреј Павелка), чешком учитељу и надобудном писцу и ћерки локалног богаташа (Милан Ласица), Беати (Ана Геислерова), коју треба да подучава на курсу креативног писања. Филм је снимљен 1997. године, режију потписује Петр Колиха; сценарио Вацлав Шашек.